# 1988 en informatique
1987  en informatique - 1988 - 1989  en informatique
Cet article présente les principaux évènements de 1988 dans le domaine informatique.

## Événements
- 50 000 personnes sont connectées à Internet, essentiellement aux États-Unis
- Fondation de 1&1, devenue IONOS by 1&1, société allemande d'hébergement Web
- le 28 juillet la France est raccordée à Internet par l'intermédiaire de l'INRIA[1]
- Sortie d'UNIX System V version 3.2
- Prix Turing en informatique : Ivan Sutherland